# Campionat del Món de ciclisme en contrarellotge masculí
El Campionat del Món de ciclisme en contrarellotge masculí és una de les proves dels Campionats del món de ciclisme en ruta, que acostuma a desenvolupar-se al final de la temporada ciclista ordinària.
La prova contrarellotge individual masculina s'organitza des del 1994. El guanyador obté un mallot arc iris específic en aquesta competició que ostenta durant l'any següent al campionat en totes les competicions de contrarellotge individual en què pren part.
Els ciclistes amb més victòries són el suís Fabian Cancellara i l'alemany Tony Martin amb quatre triomfs.

## Campions del món en contrarellotge
| Campionats               | Or                      | Plata                     | Bronze                     |
| 1994 Agrigento detalls   | Chris Boardman (GBR)    | Andrea Chiurato (ITA)     | Jan Ullrich (GER)          |
| 1995 Duitama detalls     | Miguel Induráin (ESP)   | Abraham Olano (ESP)       | Uwe Peschel (GER)          |
| 1996 Lugano detalls      | Alex Zülle (SUI)        | Chris Boardman (GBR)      | Tony Rominger (SUI)        |
| 1997 Donostia detalls    | Laurent Jalabert (FRA)  | Serhí Hontxar (UKR)       | Chris Boardman (GBR)       |
| 1998 Valkenburg detalls  | Abraham Olano (ESP)     | Melcior Mauri (ESP)       | Serhí Hontxar (UKR)        |
| 1999 Verona detalls      | Jan Ullrich (GER)       | Michael Andersson (SWE)   | Chris Boardman (GBR)       |
| 2000 Plouay detalls      | Serhí Hontxar (UKR)     | Michael Rich (GER)        | Laszlo Bodrogi (HUN)       |
| 2001 Lisboa detalls      | Jan Ullrich (GER)       | David Millar (GBR)        | Santiago Botero (COL)      |
| 2002 Zolder detalls      | Santiago Botero (COL)   | Michael Rich (GER)        | Igor Gz. Galdeano (ESP)    |
| 2003 Hamilton detalls    | Michael Rogers (AUS)    | Uwe Peschel (GER)         | Michael Rich (GER)         |
| 2004 Verona detalls      | Michael Rogers (AUS)    | Michael Rich (GER)        | Aleksandr Vinokúrov (KAZ)  |
| 2005 Madrid detalls      | Michael Rogers (AUS)    | José Iván Gutiérrez (ESP) | Fabian Cancellara (SUI)    |
| 2006 Salzburg detalls    | Fabian Cancellara (SUI) | David Zabriskie (EUA)     | Aleksandr Vinokúrov (KAZ)  |
| 2007 Stuttgart detalls   | Fabian Cancellara (SUI) | Laszlo Bodrogi (HUN)      | Stef Clement (NED)         |
| 2008 Varese detalls      | Bert Grabsch (GER)      | Svein Tuft (CAN)          | David Zabriskie (EUA)      |
| 2009 Mendrisio detalls   | Fabian Cancellara (SUI) | Gustav Larsson (SWE)      | Tony Martin (GER)          |
| 2010 Melbourne detalls   | Fabian Cancellara (SUI) | David Millar (GBR)        | Tony Martin (GER)          |
| 2011 Copenhaguen detalls | Tony Martin (GER)       | Bradley Wiggins (GBR)     | Fabian Cancellara (SUI)    |
| 2012 Valkenburg detalls  | Tony Martin (GER)       | Taylor Phinney (EUA)      | Vassil Kirienka (BLR)      |
| 2013 Florència detalls   | Tony Martin (GER)       | Bradley Wiggins (GBR)     | Fabian Cancellara (SUI)    |
| 2014 Ponferrada detalls  | Bradley Wiggins (GBR)   | Tony Martin (GER)         | Tom Dumoulin (NED)         |
| 2015 Richmond detalls    | Vassil Kirienka (BLR)   | Adriano Malori (ITA)      | Jérôme Coppel (FRA)        |
| 2016 Doha detalls        | Tony Martin (GER)       | Vassil Kirienka (BLR)     | Jonathan Castroviejo (ESP) |
| 2017 Bergen detalls      | Tom Dumoulin (NED)      | Primož Roglič (SVN)       | Chris Froome (GBR)         |
| 2018 Innsbruck detalls   | Rohan Dennis (AUS)      | Tom Dumoulin (NED)        | Victor Campenaerts (BEL)   |
| 2019 Yorkshire detalls   | Rohan Dennis (AUS)      | Remco Evenepoel (BEL)     | Filippo Ganna (ITA)        |
| 2020 Imola detalls       | Filippo Ganna (ITA)     | Wout van Aert (BEL)       | Stefan Küng (SUI)          |
| 2021 Lovaina detalls     | Filippo Ganna (ITA)     | Wout van Aert (BEL)       | Remco Evenepoel (BEL)      |
| 2022 Wollongong detalls  | Tobias Foss (NOR)       | Stefan Küng (SUI)         | Remco Evenepoel (BEL)      |
| 2023 Glasgow detalls     | Remco Evenepoel (BEL)   | Filippo Ganna (ITA)       | Joshua Tarling (GBR)       |
| 2024 Zuric detalls       | Remco Evenepoel (BEL)   | Filippo Ganna (ITA)       | Edoardo Affini (ITA)       |

## Classificació per país
| Posició | País          | Or | Plata | Bronze | Total |
| 1       | Alemanya      | 7  | 5     | 5      | 17    |
| 2       | Suïssa        | 5  | 1     | 5      | 11    |
| 3       | Austràlia     | 5  | 0     | 0      | 5     |
| 4       | Regne Unit    | 2  | 5     | 4      | 11    |
| 5       | Itàlia        | 2  | 4     | 2      | 8     |
| 6       | Bèlgica       | 2  | 3     | 3      | 8     |
| 7       | Espanya       | 2  | 3     | 2      | 7     |
| 8       | Països Baixos | 1  | 1     | 2      | 4     |
| 9       | Belarús       | 1  | 1     | 1      | 3     |
| 9       | Ucraïna       | 1  | 1     | 1      | 3     |
| 11      | Colòmbia      | 1  | 0     | 1      | 2     |
| 11      | França        | 1  | 0     | 1      | 2     |
| 11      | Noruega       | 1  | 0     | 0      | 1     |
| 14      | Estats Units  | 0  | 2     | 1      | 3     |
| 15      | Suècia        | 0  | 2     | 0      | 2     |
| 16      | Hongria       | 0  | 1     | 1      | 2     |
| 17      | Canadà        | 0  | 1     | 0      | 1     |
| 17      | Eslovènia     | 0  | 1     | 0      | 1     |
| 19      | Kazakhstan    | 0  | 0     | 2      | 2     |
| Total   | Total         | 31 | 31    | 31     | 93    |